# Isoperla okamotonis
Isoperla okamotonis és una espècie d'insecte plecòpter pertanyent a la família dels perlòdids. Va ser descrit per l'entemologa japonesa Mitsuko Kohno el 1941.

## Hàbitat
En el seu estadi immadur és aquàtic i viu a l'aigua dolça, mentre que com a adult és terrestre i volador.

## Distribució geogràfica
Es troba a Àsia al Japó.